# Hipomania
Hipomania é uma alteração de humor semelhante à mania, porém com menor intensidade. A pessoa se sente muito bem, com bastante energia. Normalmente a necessidade de sono diminui e a libido aumenta. Ocorre no distúrbio bipolar do tipo II,  ou como episódio isolado. Pode ser desencadeado por medicamentos como antidepressivos, especialmente quando estes são utilizados como monoterapia.

## Características
Dificilmente uma pessoa em hipomania irá procurar um médico, já que se sente tão bem.
Os sintomas são os mesmos da mania, porém em intensidade reduzida e causando menos prejuízos. Há ausência de sintomas psicóticos e normalmente não é necessário tratamento ou medicação.
Os episódios podem ser classificados como mais expansivos (sociabilidade aumentada, teatralidade, diminuição da necessidade de sono etc) ou mais irritáveis (impaciência, inquietude, agitação, agressividade etc).

## Sintomas
Segundo o DSM.IV, para caraterizar um episódio de hipomania deverão ser encontrados ao menos três sintomas dos descritos abaixo no comportamento do indivíduo:
- Auto-estima em alta ou grandiosidade (sem delírios);
- Pouca necessidade de sono;
- Compulsão para falar demais;
- Fuga de ideias e pouca concentração;
- Prática de mais atividades dirigidas a objetivos;
- Agitação psicomotora;
- Envolvimento excessivo em atividades prazerosas com alto potencial para consequências dolorosas (como fazer compras até se endividar, fazer sexo com muitas pessoas ou praticar esportes radicais sem o equipamento adequado por exemplo).

Para caracterizar o episódio hipomaníaco, os sintomas não podem ter sido causados pelo uso de drogas, de medicamentos como antidepressivos ou ser sintoma de uma doença (hipertireoidismo por exemplo). Além disso, deve ser significativamente diferente do humor usual e caso esteja intercalado com fases depressivas, o transtorno passa a ser considerado como transtorno bipolar tipo II, onde o indivíduo alterna entre episódios depressivos e hipomaníacos.

## Diagnóstico diferencial
Caso o humor seja constantemente elevado e expansivo, por muitos anos sem episódios depressivos, pode se tratar de transtorno de personalidade histriônica, eutimia ou de transtorno do déficit de atenção com hiperatividade dependendo dos outros sintomas.
Além disso, pode ser resultado de abuso de drogas, síndrome de abstinência, etc.